# RpoB
Ген rpoB кодирует β-субъединицы  РНК-полимеразы. Это сайт мутаций, которые придают устойчивость к рифамициновых антибактериальным агентам, таким как рифампицин. Мутации в гене rроВ, которые придают устойчивость к рифампицину. Сущность механизма этой мутации заключается том, что происходит замена аминокислотных остатков рифамицинового сайта в РНК-полимеразе, тем самым снижается эффективность связывания рифамицинов с этим ферментом.
Зонды нуклеиновой кислоты могут обнаружить мутации в гена rроВ , которые придают устойчивость к рифампицину. Для микобактерий туберкулеза, рифамициноустойчивые мутации наиболее часто встречаются с привлечением кодонов 516, 526 и 531. Для золотистого стафилококка, рифамициновоустойчивые мутации чаще всего встречается с привлечением кодона 526.